# L'Ambassade qu'Hippolyte, la reine des Amazones envoie à Thésée, roi d'Athènes
L'Ambassade qu'Hippolyte, la reine des Amazones envoie à Thésée, roi d'Athènes (en italien, Teseo riceve l'ambasciata di Ippolita regina delle amazzoni) est un tableau réalisé par le peintre italien Vittore Carpaccio vers 1495. Cette huile sur panneau de bois est une peinture mythologique qui représente la reine Hippolyte et six de ses Amazones arrivant à cheval à la cour de Thésée, ici figuré en vieillard barbu. Inspirée par la Teseida (it) de Boccace, l'œuvre est conservée au musée Jacquemart-André, à Paris, en France.